# Joe Powell (homme politique)
Joseph Edward Powell est un homme politique du Parti travailliste britannique qui est député de Kensington et Bayswater depuis 2024. Il est directeur général adjoint du Partenariat pour un gouvernement ouvert (OGP) pendant 11 ans.

## Jeunesse
Powell grandit à Queen's Park, à Londres et fréquente l'University College School de Londres. En 2007, il obtient un baccalauréat en géographie de l'Université de Cambridge. Il poursuit ensuite ses études pour obtenir une maîtrise de deux ans à l'Université Makerere en Ouganda, où il obtient une maîtrise en relations internationales et études diplomatiques en 2009.

## Carrière professionnelle
Powell est directeur général adjoint du Partenariat pour un gouvernement ouvert, fondé par l'ancien président américain Barack Obama, pendant 11 ans,,.
En 2022, Powell est cofondateur de Kensington Against Dirty Money, une association militante. Il participe à un coup de publicité consistant à charger une machine à laver avec de l'argent liquide. Il appelle régulièrement à une plus grande transparence sur qui possède et contrôle les biens immobiliers au Royaume-Uni, soulignant des problèmes tels que le fait que 6 000 propriétés dans l'arrondissement de Kensington et Chelsea sont enregistrées au nom de sociétés anonymes.

## Carrière parlementaire
Le 25 novembre 2022, Powell est choisi par le parti travailliste de Kensington pour être le candidat parlementaire aux élections générales de 2024.